# Герасименко Прокопій Михайлович
Прокопій Михайлович Герасименко (рос. Герасименко Прокопий Михайлович; 1914—1944) — учасник Німецько-радянської війни, командир 47-ї штурмової стрілецької роти 43-ї армії 1-го Прибалтійського фронту, капітан. Герой Радянського Союзу.

## Біографія
Народився 7 квітня (20 квітня за новим стилем) 1914 року в с. Червонопоповка (за іншими даними в селі Піщане) Російської імперії, нині Кремінського району Луганської області України, в сім'ї селянина. Українець.
Освіта неповна середня. Працював на одному з підприємств Лисичанська, а також на шахті ім. Мельникова.
У Червону Армію призваний Лисичанським військкоматом в 1939 році. У 1940 році закінчив КУКС (за іншими даними — Чугуївське військове училище). У діючій армії — з червня 1941 року. Член ВКП(б)/КПРС із 1942 року. Воював на Західному, Калінінському та 1-му Прибалтійському фронтах. Учасник операції «Багратіон».
Перед початком Вітебсько-Оршанської операції його рота була прикріплена до 306-ї піхотної дивізії. У перший день операції 47-ма штурмова стрілецька рота під командуванням капітана Прокопія Герасименко 22 червня 1944 року в бою під Вітебськом прорвала сильно укріплену і глибоко ешелоновану оборону противника, оволоділа висотою біля Медведки (нині не існує, Шумілінський район), відбила декілька ворожих контратак і втримала висоту до підходу підкріплення. П. М. Герасименко загинув у цій операції під час бою.
Похований у братській могилі в селі Борисівка (за іншими даними в селі Проніно) Шумілінського району Вітебської області.

## Нагороди
- Звання Героя Радянського Союзу присвоєно 22 липня 1944 року посмертно.
- Нагороджений орденами Леніна, Вітчизняної війни 2 ступеня і Червоної Зірки, а також медалями.

## Пам'ять
- У селі Проніно Герою встановлено обеліск.
- На будинку, де він жив, встановлена меморіальна дошка.
- Його ім'ям названо вулицю в рідному селі.
- Також ім'ям Герасименко названа вулиця в селі Сиротіно Шумілінського району.